# Intelligence (série télévisée, 2014)
Pour les articles homonymes, voir Intelligence (homonymie).
Cet article concerne la série télévisée de 2014. Pour la série télévisée de 2006, voir Intelligence.
Intelligence est une série télévisée américaine en treize épisodes de 42 minutes créée par Michael Seitzman diffusée entre le 7 janvier 2014 et le 31 mars 2014 sur le réseau CBS et en simultané au Canada sur le réseau CTV, puis sur CTV Two.
En France, la série a été diffusée du 12 février 2015 au 26 février 2015 sur M6. Néanmoins, elle est inédite dans les autres pays francophones.

## Synopsis
Gabriel Vaughn (Josh Holloway) est un analyste du renseignement avec un micro-ordinateur implanté dans le cerveau. Grâce à cet implant, Gabriel est le premier humain connecté directement à internet, accédant à tous les fichiers et serveurs lui permettant de contribuer à la protection des États-Unis. Lillian Strand (Marg Helgenberger), directrice du United States Cyber Command, assigne Riley Neal (Meghan Ory), membre du Secret Service, à la protection de Gabriel - que ce soit contre les menaces extérieures ou ses propres tendances à prendre des risques et ignorer les instructions. Pendant ce temps, Gabriel profite de ses capacités pour enquêter sur la disparition de son épouse, des années après qu'elle fut envoyée par la CIA pour infiltrer le Lashkar-e-Toiba et empêcher les attaques de novembre 2008 à Bombay.

## Distribution

### Acteurs principaux
- Josh Holloway (VF : Arnaud Arbessier) : Gabriel Vaughn
- Meghan Ory (VF : Anne Mathot) : Riley Neal
- Marg Helgenberger (VF : Emmanuèle Bondeville) : Lillian Strand
- Michael Rady (VF : Didier Cherbuy) : Chris Jameson
- John Billingsley (VF : Marc Perez) : Shenendoah Cassidy
- P. J. Byrne (VF : Philippe Bozo) : Nelson Cassidy

Photos des acteurs principaux
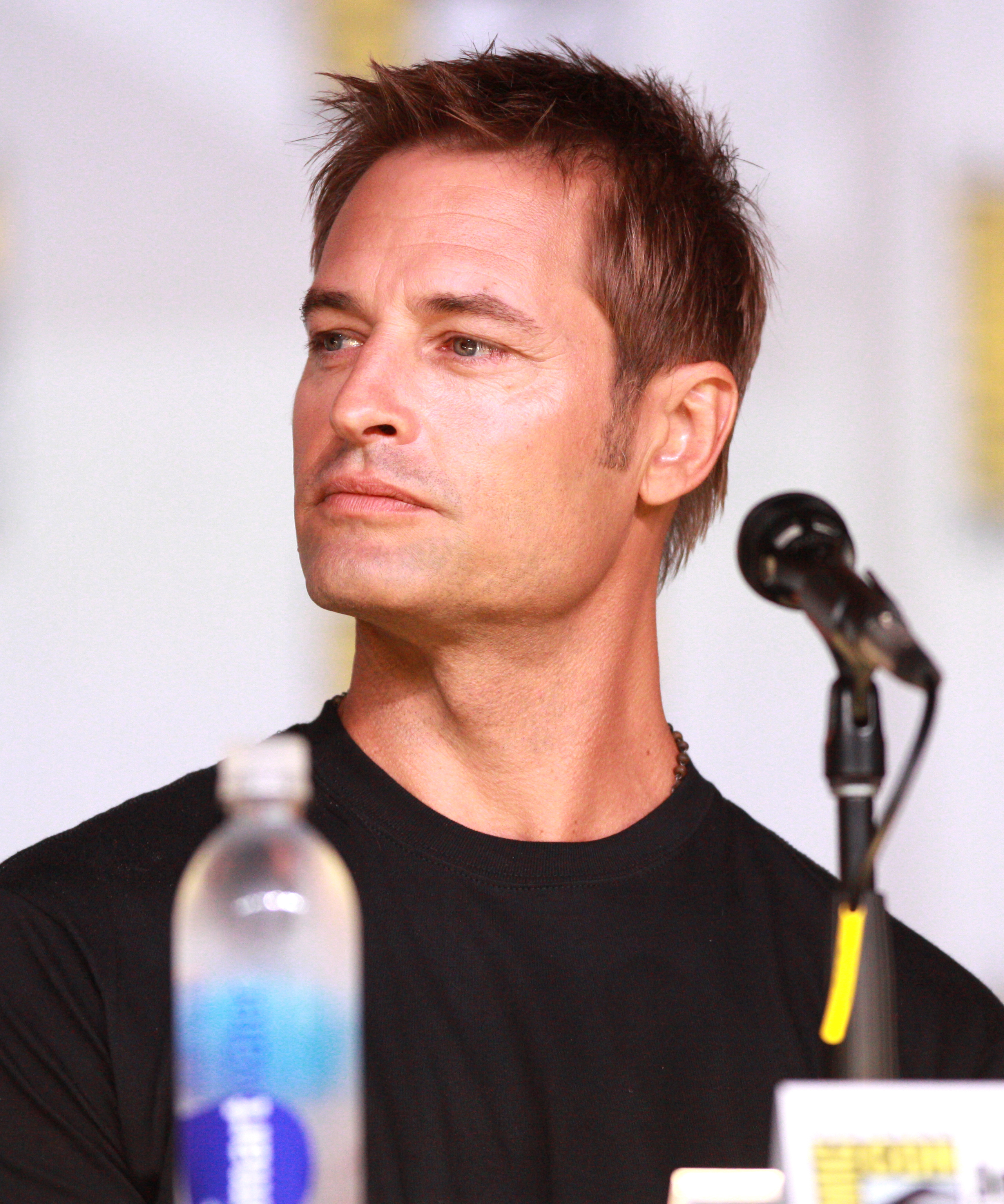
Josh Holloway interprète Gabriel Vaughn
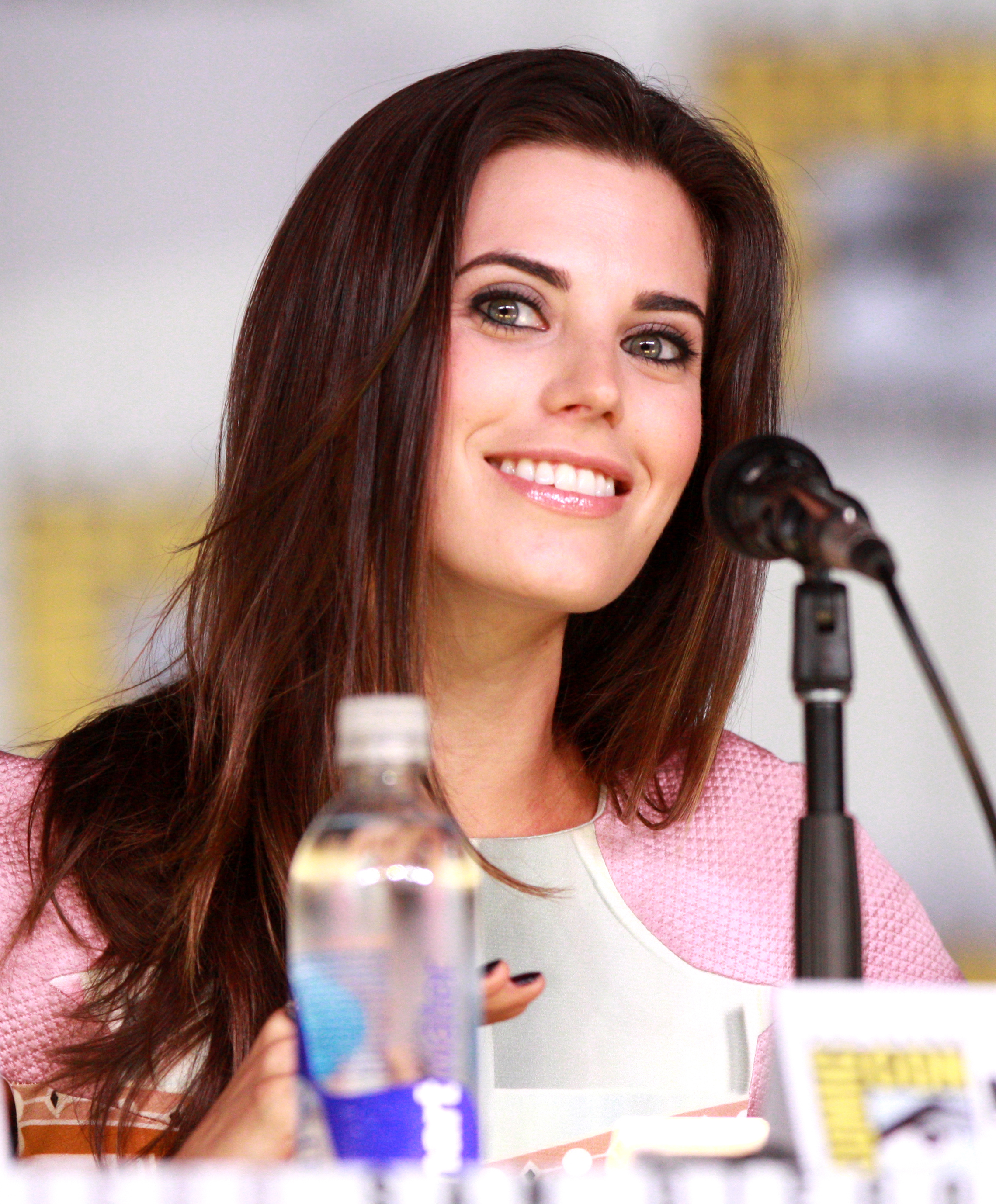
Meghan Ory interprète Riley Neal
Marg Helgenberger interprète Lillian Strand
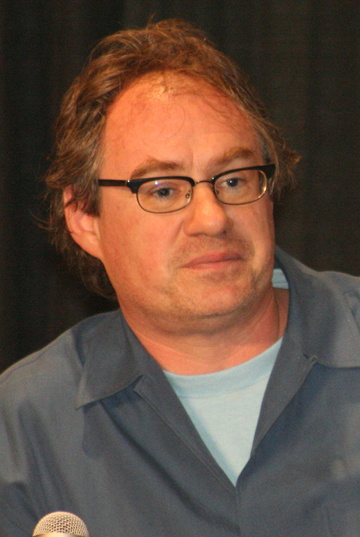
John Billingsley interprète Shenendoah Cassidy
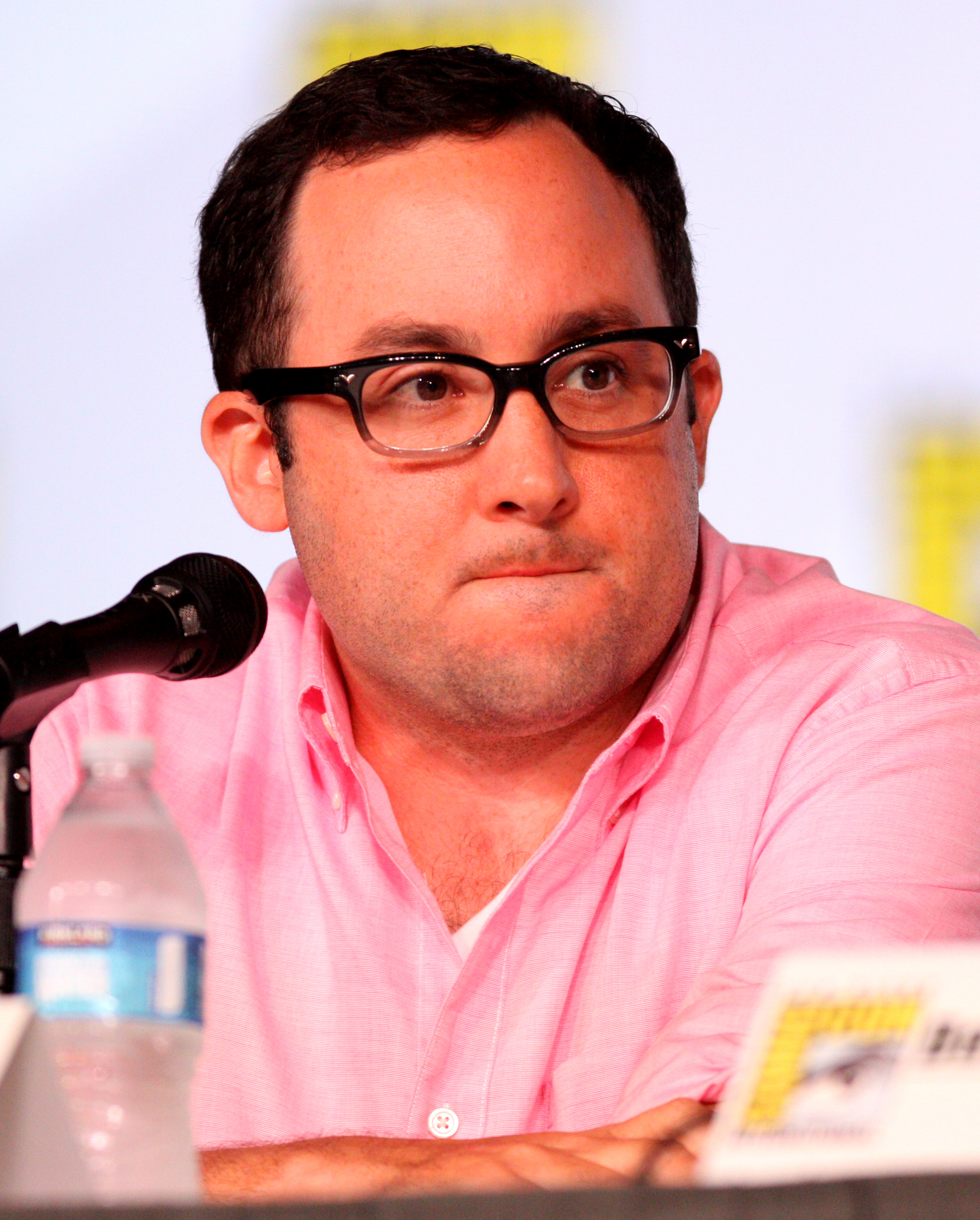
P. J. Byrne interprète Nelson Cassidy

### Acteurs récurrents et invités
- Tomas Arana (VF : Edgar Givry) : Adam Weatherly
- Lance Reddick (VF : Thierry Desroses) : DCI Jeffrey Tetazoo
- Zuleikha Robinson (VF : Barbara Beretta) : Amelia Hayes (épisodes 1 à 3)
- Will Yun Lee : Jim Cong (épisodes 1 et 9)
- James Martinez (VF : Benjamin Penamaria) : Gonzalo « Gonzo » Rodriguez (épisode 1)
- Faye Kingslee (VF : Karine Foviau) : Mei Chin (épisodes 3, 12 et 13)
- Annie Wersching : Kate Anderson (épisode 3)
- Russ Bain (VF : Mathieu Buscatto) : Tristan Bissette (épisode 3)
- Peter Coyote (VF : Bernard Tiphaine) : Leland Strand, père de Lillian (épisodes 5, 12 et 13)
- Yancey Arias (VF : Constantin Pappas) : Javier Leon (épisode 8)
- Johnny Kostrey (VF : Jonathan Amram) : Norman (épisode 9)
- Stephanie Nash (VF : Nathalie Karsenti) : Mme Cain (épisode 10)
- Alan Ruck (VF : Laurent Morteau) : Jonathan Cain (épisode 10)
- Laura Slade Wiggins (VF : Laurent Morteau) : Rebecca Strand, fille de Lillian (épisode 10)
- Version française :
  - Société de doublage : Dubbing Brothers[7]
  - Direction artistique : José Luccioni[7]
  - Adaptation des dialogues : Marc Séclin, Sophie Arthuys

Source VF : RS Doublage et le carton de doublage.

## Développement

### Production
Le projet a débuté le 21 septembre 2012. Le 4 février 2013, CBS a commandé le pilote, puis a commandé la série le 10 mai 2013 et lui a attribué cinq jours plus tard la case horaire du lundi à 22 h à la mi-saison, après la finale de la série Hostages.
Le 12 novembre 2013, CBS planifie diffuser le pilote le mardi 7 janvier 2014 après un épisode de NCIS, avant de prendre sa case horaire assignée le lundi suivant.
Le 10 mai 2014, la série est officiellement annulée.

### Casting
Les rôles ont été attribués dans cet ordre : Josh Holloway, Michael Rady, James Martinez, Marg Helgenberger, Meghan Ory et P.J. Byrne, John Billingsley.
Parmi les acteurs récurrents et invités : Annie Wersching, Tomas Arana, Zuleikha Robinson et Laura Slade Wiggins.

## Épisodes
1. Opération clockwork (Pilot)
2. La puce ou la vie (Red X)
3. Le retour de Mei Chen (Mei Chen Returns)
4. Champ de trèfle (Secrets of the Secret Service)
5. Échange de bons procédés (The Rescue)
6. Le patient zéro (Patient Zero)
7. L'infiniment petit (Size Matters)
8. Delta force (Delta Force)
9. La liste d'Athènes (Athens)
10. Panique à San Francisco (Cain & Gabriel)
11. Un trait de génie (The Grey Hat)
12. Les six tigres (1/2) (The Event Horizon)
13. Les six tigres (2/2) (Being Human)

## Accueil

### Critiques
Sur le site Web d'agrégation de critiques Rotten Tomatoes, la série a reçu un accueil mitigé des critiques, avec une note de 38 % basée sur 34 avis.
Sur le site Metacritic, la série a reçu un accueil mitigé des critiques, avec une note de 56 % basée sur 27 avis.
En France, l'accueil est plus favorable, le site Allociné lui donne une note 3⁄5 basé sur 10 avis.

### Audiences

#### Aux États-Unis
l'épisode pilot a connu un taux d'audience record avec 16,46 millions de téléspectateurs.
Malgré les bonnes audiences, la CBS annule la série le 10 mai 2014.
| Saison | Nombre d’épisodes | Diffusion originale | Diffusion originale | Diffusion originale | Diffusion originale            |
| Saison | Nombre d’épisodes | Années              | Début de saison     | Fin de saison       | Audience moyenne (en millions) |
| ------ | ----------------- | ------------------- | ------------------- | ------------------- | ------------------------------ |
| 1      | 13                | 2014                | 7 janvier 2014      | 31 mars 2014        | 6,84                           |

#### En France
| Saison | Nombre d’épisodes | Diffusion en France | Diffusion en France | Diffusion en France | Diffusion en France            |
| Saison | Nombre d’épisodes | Années              | Début de saison     | Fin de saison       | Audience moyenne (en millions) |
| ------ | ----------------- | ------------------- | ------------------- | ------------------- | ------------------------------ |
| 1      | 13                | 2015                | 12 février 2015     | 26 février 2015     | 1,87                           |